# Emocje (album)
Emocje – wydany w 1992 roku album zespołu Sztywny Pal Azji. Wydania: CD Asta 1992, reedycja CD Box Music 2006.
Do pracy nad trzecim albumem studyjnym zatytułowanym Emocje grupa przystąpiła w połowie 1990 roku.

## Twórcy
- Leszek Nowak – wokal, gitara, fortepian
- Jarosław Kisiński – gitary, wokal
- Zbigniew Ciaputa – perkusja, wokal w utworze "Obóz"
- Zbigniew Heflich – gitara basowa, głos

wraz z gośćmi zaproszonymi do seji nagrań:
- Grzegorz Kłeczek – harmonijka ustna
- Grzegorz Ściebur – instrumenty klawiszowe.

Nad zgraniem i jakością dźwięku czuwał Zbigniew Malecki i Andrzej Prugar.

## Lista utworów
1. "Emocje" (muz. Leszek Nowak – sł. Jarosław Kisiński) - 3:24
2. "Ulice" (muz. i sł. Jarosław Kisiński) - 1:46
3. "Cudzoziemiec" (muz. i sł. Jarosław Kisiński) - 2:43
4. "Moje miasto" (muz. i sł. Jarosław Kisiński) - 3:37
5. "Cokolwiek" (muz. i sł. Jarosław Kisiński) - 3:45
6. "Obóz" (muz. i sł. Jarosław Kisiński) - 4:08
7. "Dziki" (muz. i sł. Jarosław Kisiński) - 1:58
8. "Chłopiec" (muz. i sł. Jarosław Kisiński) - 4:12
9. "Moje oczy" (muz. i sł. Jarosław Kisiński) - 2:57
10. "Kabaret" (muz. i sł. Jarosław Kisiński) - 4:02
11. "Nóż" (muz. Leszek Nowak – sł. Jarosław Kisiński) - 2:54
12. "Już tyle dni minęło" (muz. i sł. Jarosław Kisiński) - 3:34
13. "Walczyk o Krakowie" (muz. Leszek Nowak – sł. Jarosław Kisiński) - 3:24
14. "1980 Nasze Reggae" (muz. Leszek Nowak – sł. Jarosław Kisiński) - 4:03

Na płycie znalazło się 14 utworów w tym jeden z najważniejszych w dorobku grupy – obok "Spotkania z..." i "Wieży radości, wieży samotności" – cieszący się nie słabnącą popularnością na koncertach utwór pt. "1980 Nasze Reggae". Refren piosenki Nie wolno wznosić się za wysoko ma wymiar uniwersalny. Tempo nagrań było niezwykle szybkie. Jak przyznaje sam Kisiński piosenki nagrali w 36 godzin Przystępując do pracy artyści zapowiadali powrót do korzeni. Na płycie znalazły się, poza utworem 14, piosenki pochodzące z pierwszego okresu działalności – śpiewane w latach 86-89 – takie jak "Cziki", "Ulice" oraz "Walczyk o Krakowie". Materiał zarejestrowano wiosną 1991 roku. Longplay odbiega stylem i konstrukcją od debiutanckiego krążka i drugiej płyty, słychać ostrzejsze partie gitarowe, przeważają mniej pogodne teksty nacechowane pesymistycznym spojrzeniem na otaczający człowieka wrogi świat, mówiące o problemach życia na obczyźnie ("Obóz"-dawna piosenka z repertuaru grupy Instytucja o tytule "Co dzień" śpiewana wówczas przez perkusistę Sztywnego Z.Ciaputę), przedstawiające odczucia emigranta niezrozumianego przez otoczenie, zdanego na siebie i pogrążonego w rozpaczy ("Cudzoziemiec"). Utwór "Moje miasto" jest sprzeciwem mieszkańca małego polskiego miasta na panującą zewsząd szarość i beznadzieję, zaś piosenka tytułowa odnosi się do problemów alkoholowych i stanu ducha w wymiarze jednostkowym. Jest też kilka ballad o miłości ("Moje oczy", "Już tyle dni minęło"-piosenka ta została nagrana w 1989 roku pod tytułem "Szukam jej w sobie" w aranżacji grupy The Nos, gdzie śpiewał śp. Bogdan Łyszkiewicz, obok Jarka Kisińskiego i Zbyszka Ciaputy. Utwór pt."Ulice" zamieszczony na ww. płycie również został nagrany przez grupę The Nos i puszczany w Rozgłośni Harcerskiej w latach 1989-1990.
Album ukazał się na rynku na wiosnę 1992 roku w formie kompaktu i kasety, na której nie umieszczono utworów 13 i 14. Czas trwania płyty wynosi 48 minut i 18 sekund. Album spotkał się z chłodnym przyjęciem dziennikarzy muzycznych. W piśmie Popcorn z wiosny 1992 roku Kacper Orłowski napisał, że krążek świadczy o tym, iż grupa nie stoi w miejscu, lecz się rozwija. Nie spełnił jednak pokładanych w nim nadziei, choć koncert promujący płytę w marcu 1992 roku w warszawskim klubie studenckim Riviera-Remont był niezwykle udany.